# Fridolf Rhudin-priset

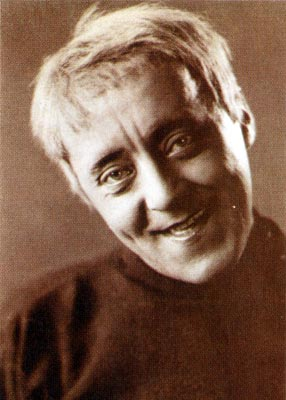
Fridolf Rhudin.

Fridolf Rhudin-priset är ett årligen utdelat pris till minne av komikern och skådespelaren Fridolf Rhudin.
Priset, som delas ut vid Svenska bondkomikfestivalen i Munkfors, består av en kostym (Rhudin var utbildad skräddare) och en Fridolf Rhudin-statyett i trä. Föreningen Fridolf Rhudinmuseets vänner är huvudman för priset.

## Pristagare
- 1999: Hans Alfredson
- 2000: Anders Eriksson
- 2001: Martin Ljung
- 2002: Maria Lundqvist
- 2003: Gösta Ekman
- 2004: Claes Eriksson
- 2005: Birgitta Andersson
- 2006: Povel Ramel
- 2007: Bosse Parnevik
- 2008: Tomas von Brömssen
- 2009: Lasse Åberg
- 2010: Anne-Charlotte Harvey
- 2011: Björn Gustafson
- 2012: Mia Skäringer
- 2013: Manne af Klintberg
- 2014: Owe Thörnqvist
- 2015: Peter Carlsson
- 2016: Sven-Erik Magnusson och Ingvar Karlsson
- 2017: Inger Nilsson
- 2018: Sven Melander
- 2019: Carl-Einar Häckner
- 2020: ingen prisutdelning på grund av covid-19-pandemin
- 2021: Marianne Mörck
- 2022: Leif G.W. Persson
- 2023: Björn Skifs
- 2024: Olof Wretling